# 庾悅
庾悅（370年代—410年代），字仲豫，潁川鄢陵（今河南鄢陵）人。東晉末年官員，東晉征西將軍庾亮曾孫。在晉官至江州刺史，曾參與攻滅南燕及平定盧循之亂的戰爭。

## 生平
庾悅初任琅邪王司馬德文的司徒行參軍，後歷遷司馬、主簿及右長史。元興元年（402年），桓玄擊敗司馬元顯執掌朝權，自領豫州刺史，以庾悅為別駕從事史，遷驍騎將軍。元興三年（404年），桓玄篡位，庾悅改任中書侍郎。次年，劉裕起兵討伐桓玄，攻破建康，並以武陵王司馬遵承制，任命庾悅為寧遠將軍、安遠護軍、武陵內史。
後劉裕以其為自己的鎮軍諮議參軍，在劉裕於義熙四年（408年）遷車騎將軍後亦隨其轉任車騎從事中郎，後遷中軍司馬。次年，劉裕攻南燕，庾悅亦隨軍，盡力征戰。義熙六年（410年），劉裕滅燕後因盧循之亂而急急班師，並逼退進攻建康的盧循軍。庾悅改督江州豫州之西陽新蔡汝南潁川司州之弘農揚州之松滋六郡諸軍事、建威將軍、江州刺史，並領軍東擊盧循，以鄱陽太守虞丘進為前鋒，收復豫章，斷盧循糧道。
昔日庾悅任司徒右長史時，曾經去過京口。而時在京口的劉毅仍然很貧困，正約了一群親友在東堂玩樂。庾悅其時也到東堂，劉毅請求庾悅讓出地方給他們繼續玩，但為庾悅拒絕，眾人於是離去，只有劉毅仍留在那裏。後來庾悅吃鵝，劉毅請庾悅分點鵝給他吃，但庾悅不答他，劉毅遂怨恨他。盧循之亂平定後，劉毅求得都督江州，並上表稱江州並非與他國接壞，無必要重覆置將軍府虛耗資源，建議解散江州軍府，並移治豫章，重點以良政重建江州。庾悅遂被解授所督三州六郡軍事及建威將軍號，只以江州刺史身份移治豫章。不過，劉毅就將原庾悅建威將軍府中三千人收歸自己，又嚴厲整治江州，數次凌辱庾悅，庾悅很不得知志，不久在忿恨恐懼中患背疽去世，享年三十八歲。朝廷追贈征虜將軍，又以攻南燕功勳追封新陽縣五等男。

## 延伸阅读
[在维基数据编辑]
 《宋書·卷52》，出自沈约《宋书》
 《南史·卷35》，出自李延壽《南史》